# BC Levski Sofia
Le BC Levski Sofia (en bulgare : БК „Левски София“) un club bulgare de basket-ball basé à Sofia, et section du club omnisports du Levski Sofia.

## Palmarès
- Champion de Bulgarie : 1942, 1945, 1946, 1947, 1954, 1956, 1960, 1962, 1978, 1979, 1981, 1982, 1986, 1993, 1994, 2000, 2001, 2014, 2018, 2021
- Vainqueur de la Coupe de Bulgarie : 1951, 1967, 1968, 1969, 1971, 1972, 1976, 1979, 1982, 1983, 1993, 2001, 2009, 2010, 2014, 2019, 2020
- Ligue des Balkans : 2010, 2014, 2018

## Entraîneurs successifs
Konstantin Papazov